# ピアノソナタ第1番 (ショパン)

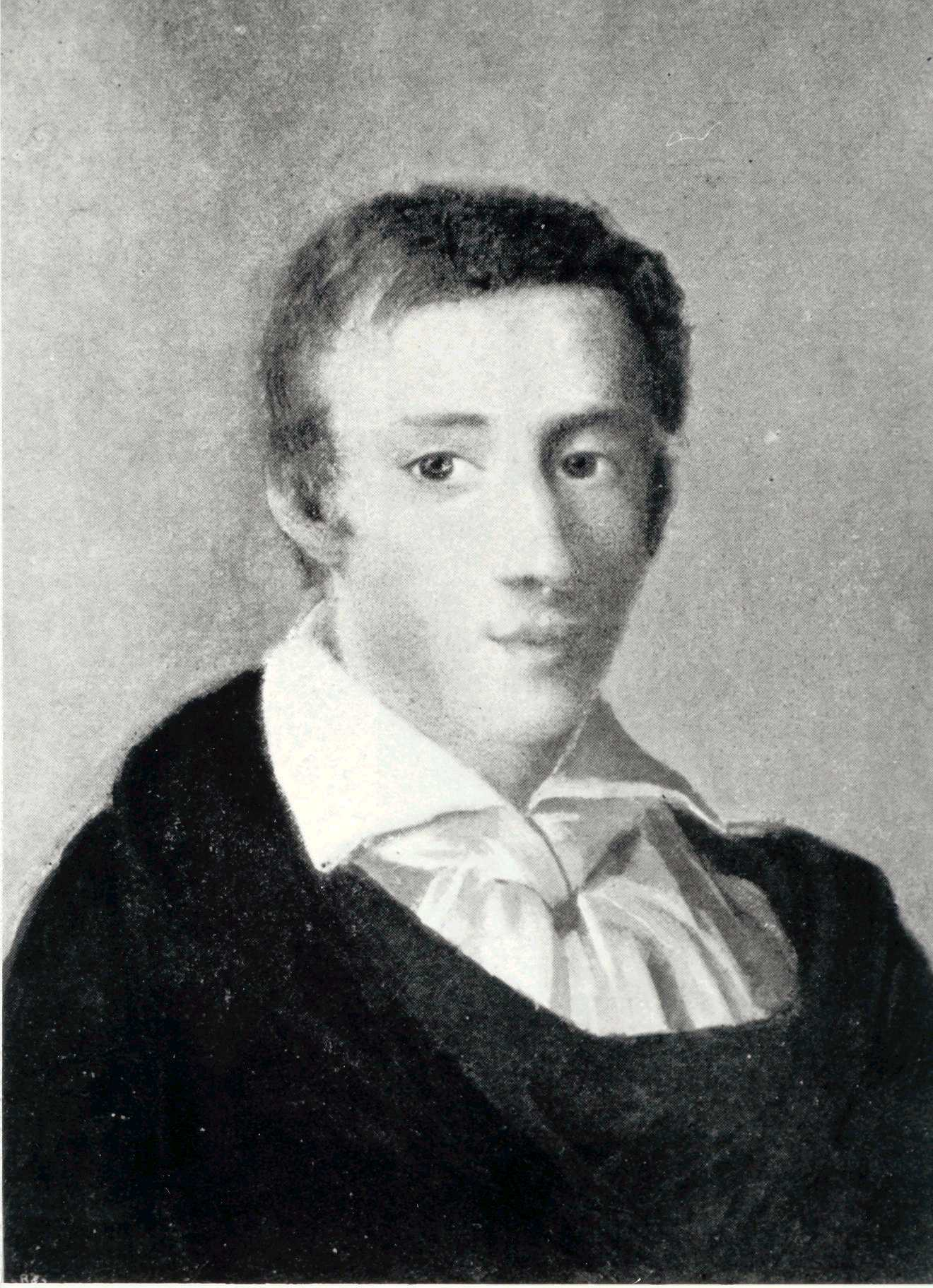
ショパン
（アンブロツィ・ミエロシェフスキ作、1829年）

ピアノソナタ第1番（ピアノソナタだいいちばん）ハ短調 作品4 は、フレデリック・ショパンがワルシャワ音楽院在籍時の1828年に作曲したピアノソナタ。

## 作曲と出版の経緯
この作品は、ショパンがソナタ形式の学習のため、師のヨゼフ・エルスナーの指導のもとに書いたものであるが、ショパンは出版の意欲を示しており、曲をエルスナーに献呈している。
曲は完成後、作品3として出版の準備がされたが、まだショパンの知名度が低かったこともあり、交渉先であったウィーンの出版業者ハスリンガーは乗り気でなく、出版されなかった。このため「チェロとピアノのための序奏と華麗なるポロネーズ」が1833年に作品3として出版され、このソナタは作品4に回されることになった。ずっと後年にハスリンガーは出版の意向を示し、ショパンに校正の依頼を申し出たが、今度はショパンが返事しなかった。ショパンは、ハスリンガーから無下な扱いを受けたことを忘れておらず、1841年9月12日付のユリアン・フォンタナ宛の手紙で『ハスリンガーは愚かな奴だ。彼が今印刷したがっている、いや、もう印刷して出版したいと言ってきているのは、12年前ウィーンで彼にただでやったものだ。どうすればそんな奴が好きになれると思う？返事は書かないよ。もし書くとしたら君にも読んでもらえるよう封をせず君に送るが、強気に出るつもりでいる』と述べている。結局正規に出版されたのは、ショパン死後の1851年であった。今日では滅多に演奏されることがなく、ソナタ全集にも組み入れられないのが一般的だが、ショパン全集の音源を誇るウラディーミル・アシュケナージなどが録音を残している。
この作品自体は習作とみなされ、冗長で、主題対比や展開が弱いと批判されることが多い。だが、作曲家の小林秀雄は、ピアノ協奏曲第2番の自編版（全音楽譜出版社刊 ISBN 4111101127）の解説の中で、この曲の特徴はベートーヴェンらのようなドイツ古典派のソナタとは違ったショパン独自の展開手法にある、と従来の批判に対して反駁しており、作風の変遷を知る上で重要な曲だと指摘している。

## 構成
急・急・緩・急の4楽章型式で、後の2番と3番も同様である。
- 第1楽章 アレグロ・マエストーソ
ハ短調、2分の2拍子、ソナタ形式。提示部の反復記号あり
エルスナーから対位法を師事していたこともあり、ヨハン・ゼバスティアン・バッハを意識したようなモティーフが提示され、それが対位法的に展開され、半音階を多用し複雑な転調を繰り返すが、曲はそれだけに終始するため、主題の対比は薄い。中間部は変イ長調の緩やかな転調主題。主題再現は一全音低い変ロ短調で始まり、ト短調を経て最後にやっとハ短調になるという、凝った展開を見せる。最後はクライマックスを迎えたところで一気に音量を落として  で終結する。
後年の作品では再現部に第1主題を再登場させない。ショパンの本作も冗長未熟の謗りはあるが作曲技法が発展する上での通過儀式であり、後年のソナタ形式を超越した様式への成長記録である。
- 第2楽章 メヌエット：アレグレット
変ホ長調 - 変ホ短調、4分の3拍子、三部形式。
ショパンの多くの作品の中でもメヌエットはこの曲だけであり、古典的な形式で書かれ、サロン的な雰囲気を持つが、リズムはマズルカ的。トリオ部分は、古典的な形式によれば下属調に転調すべきところを、この曲では同主調である変ホ短調となっており、このような転調法は後のショパンの作品に多く現れている。メヌエットに戻って、静かに終結する。
対位法的で簡明な展開をしており、曲中で冗長さを指摘される第1楽章、第4楽章に比べると成功した楽章である。
- 第3楽章 ラルゲット
変イ長調、4分の5拍子、変奏曲形式。
4分の5拍子という、珍しい拍子（スラヴ民謡などで使われる）で書かれている。曲中ではショパンらしい装飾などが見られ、第2楽章とともにこのソナタにおいて成功している部分とされる。4分の5拍子は土着の緩いワルツで、後にチャイコフスキーが交響曲第6番『悲愴』の中で用いている。ポーランドの民俗舞踊を作中に取り入れる姿勢は、後の作品に明らかである。左手部に見える音階は後の作によく引用されている。ベートーヴェンのピアノソナタ第8番『悲愴』などに見られたハ短調の作品で緩徐楽章を変イ長調を採用する手法が使われており、後のポロネーズ第4番にも登場している。
- 第4楽章 フィナーレ：プレスト
ハ短調、2分の2拍子、ロンド形式。
ベートーヴェン的な、力強い楽章。強烈な和音連打、半音階の走句や転調が休みなく繰り広げられるうえ、何よりもテンポが非常に速いことから、演奏には相当な体力と大変な技術を要する。エキサイティングではあるが、ロンド形式でありながらその中に2度の展開部が盛り込まれるなど、冗長なきらいがある。最後はfffで終結する。ちなみに、この曲から後の第3番まで全て最終楽章の速度指定はprestoである。

## 余談
2010年度の第16回ショパン国際ピアノコンクールより、従来の第2番や第3番に加えこの曲も追加されたが、この曲を選択したピアニストはいなかった。